# 陳雀
陳雀（1934年—1986年7月2日），純德女子籃球隊與良友女子籃球隊第一任隊長，以中鋒聞名1950年代的臺灣籃壇。

## 生平

### 籃球生涯
陳雀是台北縣人，1934年生。1947年，就讀於純德女中一年級時，本來是該校排球隊員，被洪金生選來與同學陳修、許輝珠、賴淑敏、洪昭貴、陳芳淑加入新成立的純德女子籃球校隊。作第一任隊長的陳雀只有165公分，為怕被蓋火鍋，練就了球員中創舉的頭頂跳投招式。《民生報》專欄作家瞿子清認為陳雀球技似七虎隊賈志軍。1950年，第一屆臺灣省籃球聯賽在鐵路局鄭州路球場與與中華路憲兵球場舉行時，以陳雀、陳修、許輝珠、賴敏子（賴淑敏）、洪昭貴組成的純德隊打敗了吳寶華、劉銀杏、黃素花、葉麗卿、陳秋月、黃彬彬的北二女隊，此後純德包辦前十七屆女子組冠軍。
陳雀曾被公認為是臺灣最佳女子籃球中鋒，不只投射準確，還為隊友居中策應。1950年代，洪金生訓練的純德隊與蔡孝德訓練的碧濤隊組成良友隊，對內參加介壽盃錦標賽以與各地華僑女籃隊互爭長短，對外出國遠征東南亞以實行國民外交與發揚體育。陳雀擔任良友隊第一任隊長時，去韓國比賽，獲得當地球迷傾心，如朴信子還特地來陳雀下榻的旅館找她。作為第二屆亞洲杯女籃明星球員的荊玲說自己是陳雀的球迷，球技不少是從其學來，後來便加入純德隊。

### 淡出籃壇
陳雀在淡江中學任職期間，在洪金生湊合下，與追求五年的政工幹校體育教官向祖祿結婚。1966年，她退出籃壇。1967年12月25日，北投復興崗政工幹校，陳雀與向祖祿在政工幹校校長羅揚鞭證婚下，完成結婚儀式。婚後，陳雀與家人定居於北投區中央北路一段巷弄。她在北投國中擔任體育教師，生有向淑慧、向淑明、向淑蘭三女。陳雀的純德隊後來改組成國泰人壽女子籃球隊，小妹陳美枝、女兒向淑慧先後加入。陳雀在學校常會有學生問她是否以前是籃球國手，並說父母讚她打球很好。
1986年7月2日上午，陳雀在北投區中央北路一段買早點途中，遭小貨車撞擊身亡。22日公祭時，北投國中師生、全國體協、籃協、中華女籃、籃球老國手聯誼會、良友、純德隊老隊友均前來致祭。荊玲在美國得知陳雀因車禍意外身亡時，久久不能平復。陳雀為五十三歲去世，安葬於淡水三芝區第四公墓。